# Elaphoglossum petiolatum
Elaphoglossum petiolatum là một loài thực vật có mạch trong họ Lomariopsidaceae. Loài này được Bonap. mô tả khoa học đầu tiên năm 1915.